# المسجد القبلي (الرياض)
المسجد القبلي هو مسجد تاريخي في العاصمة الرياض، بالمملكة العربية السعودية. يعود تاريخ بنائه إلى عام 1100هـ الموافق 1688م.

## الموقع
يقع المسجد جنوب حي منفوحة بمدينة الرياض، على مسافة نحو 700 متر شمال الطريق الدائري الجنوبي.

## البناء
سمي المسجد باسم القبلي نسبة لموقعة من بلدة المنفوحة القديمة، كان مصلى للأمراء وكبار مسؤولي الدولة نظرًا لقربه من قصر الإمارة القديم. أُعيد بناء المسجد عام 1364هـ بأمر من الملك عبدالعزيز.

## الترميم

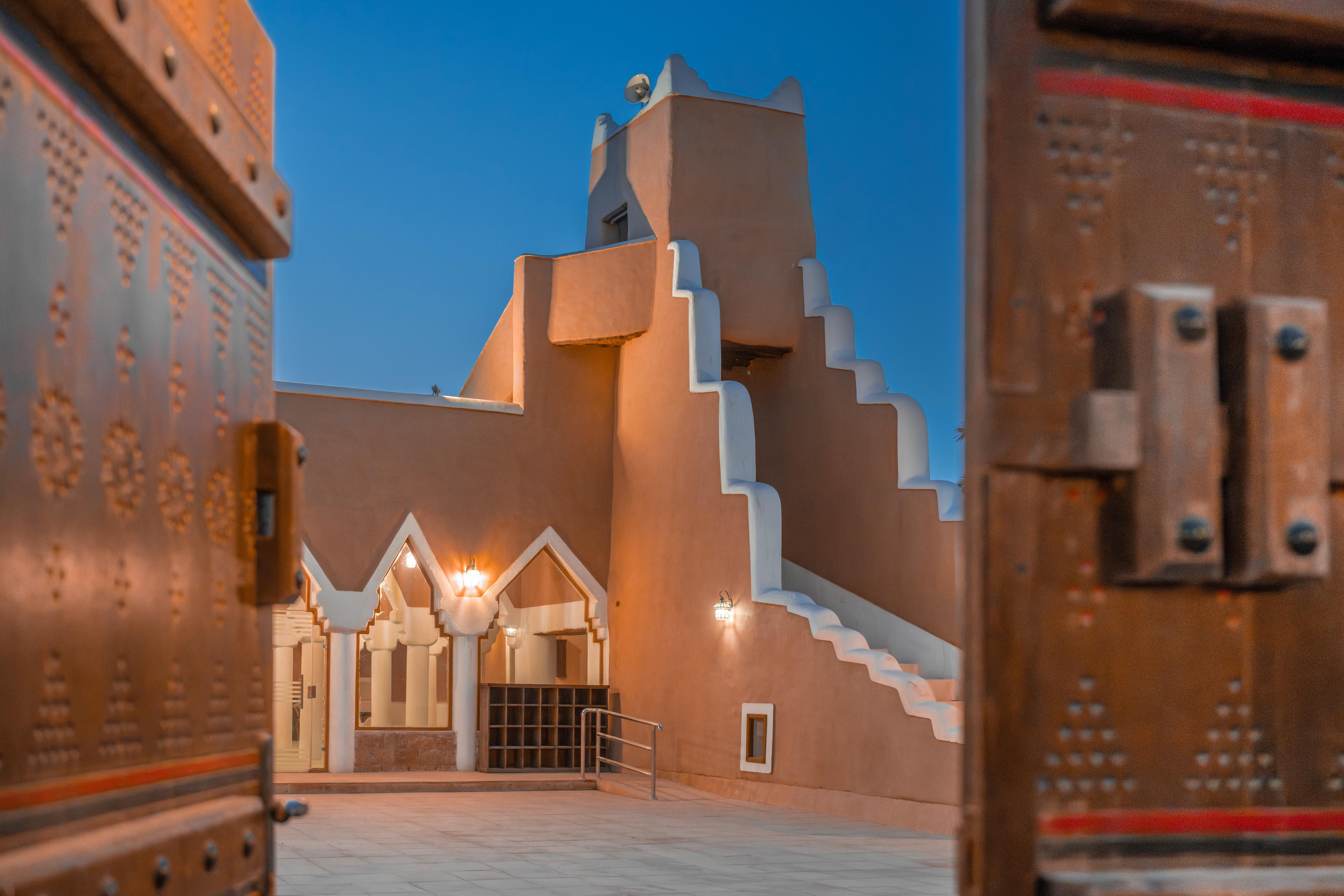
مدخل مسجد القبلي بعد الترميم

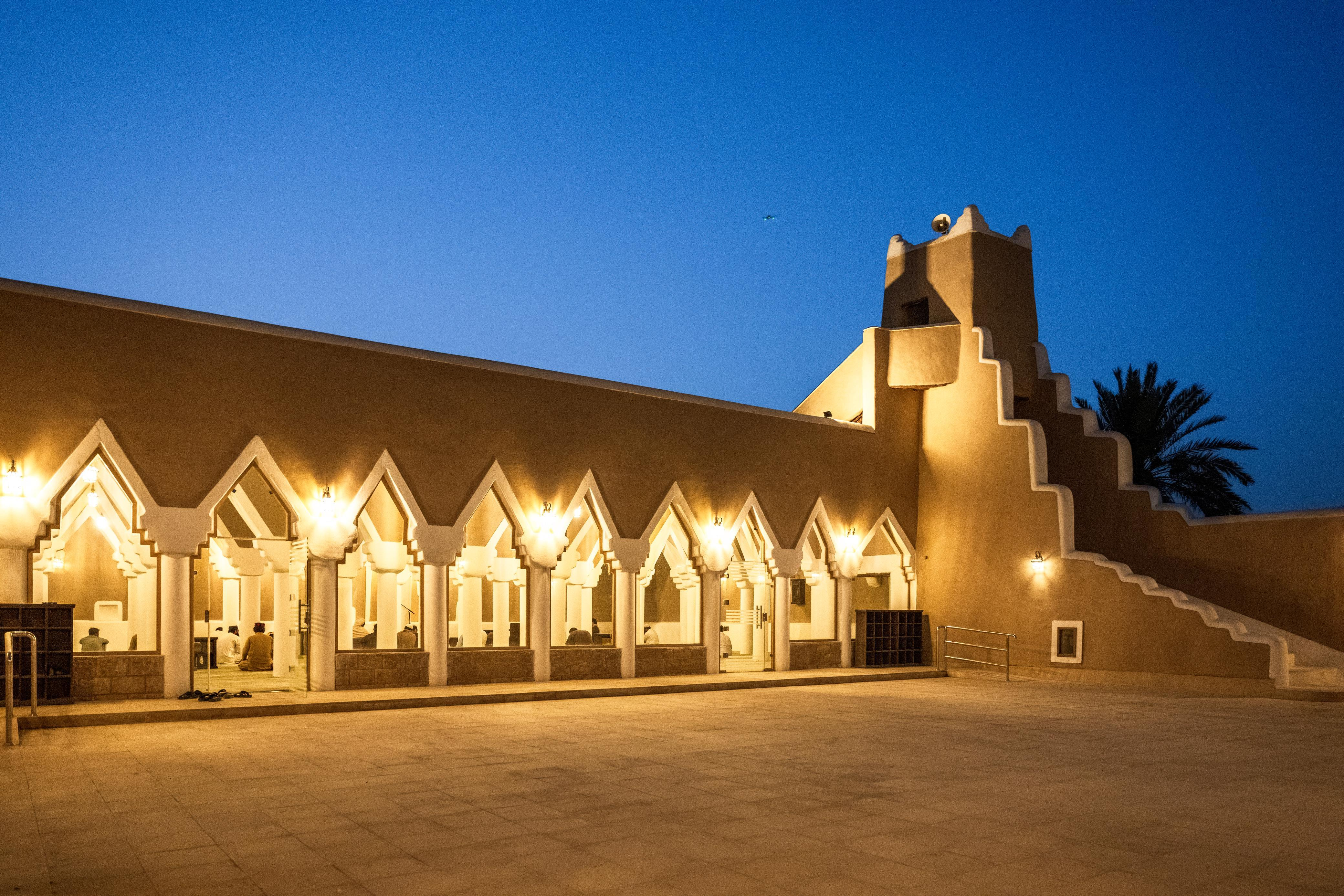
ساحة مسجد القبلي بعد الترميم

في عام 2022 اختير المسجد من ضمن قائمة مشروع محمد بن سلمان لتطوير المساجد التاريخية، بلغت مساحة المسجد قبل الترميم 643.85م2 إلى 804.32م2. ومن سعة 417 مصلي إلى 440 مصلٍ.